# Bhumika Chawla
Rachna Chawla, nata Rachna Chawla (in telugu భూమిక చావ్లా, Bhūmika Cāvlā; Nuova Delhi, 21 agosto 1978), è un'attrice indiana.
Bhumika Chawla è un'attrice indiana nota per il suo lavoro prevalentemente in film Telugu, Tamil, Malayalam e Hindi. Ha iniziato la sua carriera di attrice con il film Telugu Yuvakudu (2000) e poi è stata vista in Kushi per il quale ha vinto il Filmfare Award come miglior attrice - Telugu. Chawla ha ricevuto un Filmfare Awards South, e un SIIMA Award.
Ha debuttato nel cinema hindi con il film romantico e tragico Tere Naam (2003), che ha riscosso un enorme successo di critica e commerciale e le è valso lo Zee Cine Award per il miglior debutto femminile. In seguito Chawla è apparsa in diversi film di successo, tra cui Dil Ne Jise Apna Kahaa (2004), Anasuya (2007) e Middle Class Abbayi (2017).

## Biografia
Chawla è nata il 21 agosto 1978 in una famiglia punjabi di Nuova Delhi, in India, dove ha completato gli studi. Suo padre è un ufficiale dell'esercito in pensione. Bhumika ha un fratello e una sorella più grandi di lei.
Si è trasferita a Mumbai nel 1997 e ha iniziato la sua carriera con film pubblicitari e video album di musica hindi. È apparsa nelle serie televisive Zee Hip Hip Hurray e Star Best Sellers - Fursat Mein.
Chawla ha sposato il suo fidanzato di lunga data e insegnante di yoga Bharat Thakur il 21 ottobre 2007 a Devlali, Nashik, in un Gurdwara. Frequentava regolarmente i corsi di Thakur e si dice che lo abbia frequentato per quattro anni prima di sposarlo. La coppia ha avuto un figlio nel febbraio 2014.

## Carriera
Chawla ha iniziato la sua carriera nell'industria cinematografica Telugu, recitando nel film Yuvakudu (2000) accanto all'attore Sumanth. Il suo secondo film, Kushi (2001), in cui recitava al fianco di Pawan Kalyan, è stato un successo al botteghino, facendole vincere il Filmfare Award per la migliore attrice - Telugu. In seguito ha recitato in diversi film in Telugu, tra cui Okkadu (2003) al fianco di Mahesh Babu e Simhadri (2003) al fianco di Jr. Nel frattempo, ha debuttato anche nell'industria cinematografica Tamil, recitando nel film Badri (2001) con Vijay, seguito dal suo secondo film tamil Roja Kootam (2002). La sua interpretazione in Missamma (2003), nel ruolo di una donna d'affari malata di cancro, è stata applaudita. È stata nominata al FilmfareAward come miglior attrice - Telugu e ha vinto il Nandi Award come miglior attrice.
Dopo una serie di film di successo commerciale e di critica nel Sud, la Chawla ha recitato nel suo primo film a Bollywood, Tere Naam (2003), accanto a Salman Khan. Il film è stato uno dei maggiori incassi dell'anno.È stato un successo di critica e la sua interpretazione le è valsa molti apprezzamenti e diverse nomination per il miglior debutto in diverse cerimonie di premiazione. È stata nominata per il suo primo Filmfare Best Actress Award e ha vinto il trofeo per il miglior debutto alla cerimonia degli Zee Cine Awards.
Successivamente, ha recitato in diversi film hindi, tra cui Run (2004), remake dell'omonimo film tamil, Dil Ne Jise Apna Kahaa (2004), sempre al fianco di Salman Khan, Silsilay (2005) e Dil Jo Bhi Kahey... (2005) al fianco di Amitabh Bachchan. È tornata al Telugu, recitando nei film Naa Autograph (2004) (remake del film Tamil Autograph) e Jai Chiranjeeva, accanto a Chiranjeevi e Sameera Reddy. Mentre l'interpretazione di Chawla nel primo film le è valsa riconoscimenti e il premio della giuria CineMAA come migliore attrice, il secondo è diventato un super successo.
Nel 2006, Chawla è apparsa nel film tamil Sillunu Oru Kaadhal, accanto alla coppia reale Surya e Jyothika, che ha riscosso un grande successo in tutto il mondo, mentre ha avuto un ruolo fondamentale nel film hindi Family - Ties of Blood, in cui ha condiviso lo schermo con Amitabh Bachchan e Akshay Kumar, e ha recitato nel film fantasy telugu Mayabazar. In seguito, ha recitato nel film hindi Gandhi, My Father nel ruolo di Gulab Gandhi e ha interpretato i ruoli principali nei film telugu Sathyabhama, in cui ha interpretato una donna che soffre di perdita di memoria a breve termine, e Anasuya, un thriller poliziesco, e nel film bhojpuri Gangotri (2007), sequel del film bhojpuri di successo del 2006 Ganga, recitando ancora una volta accanto ad Amitabh Bachchan. La sua interpretazione in Anasuya (2007), nel ruolo di una giornalista investigativa che segue il caso di un serial killer, ha ricevuto il plauso della critica. È stata nominata al Filmfare Award come miglior attrice - Telugu e ha vinto il Santosham Award come miglior attrice.
Nel 2008 ha fatto il suo debutto nell'industria cinematografica punjabi, recitando in Yaariyan, al fianco di Gurdas Maan, e successivamente ha debuttato anche in Malayalam, recitando in Bhramaram al fianco di Mohanlal. Attualmente sta lavorando a una mezza dozzina di film in Tamil, Telugu e Hindi, tra cui Kalavadiya Pozhudugal di Thangar Bachan con Prabhu Deva in Tamil, Yagam con Navdeep in Telugu. È apparsa anche nel film del 2016 M.S. Dhoni: The Untold Story. Ha interpretato il personaggio della sorella di MS Dhoni nel film. Ha fatto MCA in Telugu nel 2017 per il quale ha ottenuto il premio come miglior attrice non protagonista SIIMA e Zee Apsara come miglior attrice non protagonista. È apparsa anche in Telugu - Tamil U Turn, che ha ottenuto ottime recensioni.
Nel 2018 ha segnato il suo debutto nella Web Series con Bhram, al fianco di Kalki Koechlin e Sanjay Suri.
Attualmente è impegnata in due film in Telugu, Seetimaar e Idhe Maa Katha e Operation Majnu, la cui uscita è prevista per il 2021.
La Chawla sarà la prossima interprete del film d'azione sportivo "Seetimaarr". Diretto da Sampath Nandi. Il cast del film comprende anche Gopichand, Tamannaah, Digangana Suryavanshi.